# Наксос (Сицилия)

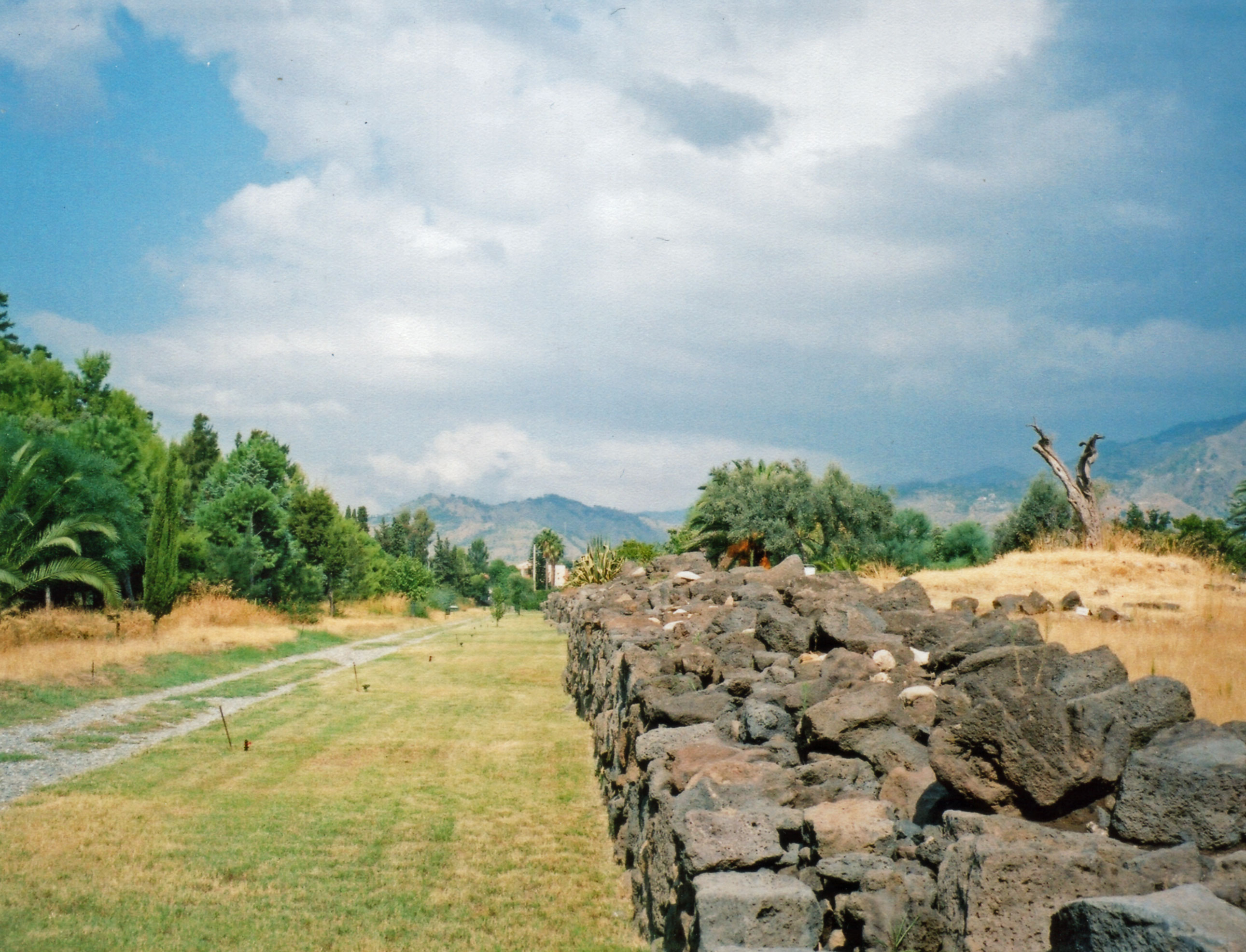
Развалины города Наксос

На́ксос (др.-греч. Νάξος) — в древности город на восточном берегу Сицилии, первое греческое поселение на острове, основанное, вероятно, еще в 735 г. до н. э. халкидцами. Вскоре стал настолько процветающим, что смог выслать колонистов для основания Леонтин, Катаны и других поселений.
К началу V века до н. э. подпавший под власть Гелы и Сиракуз, Наксос в 461 году до н. э. освободился, сражался в качестве союзника леонтинцев и афинян против Сиракуз и процветал до тех пор, пока в 403 году до н. э. не был разрушен тираном Дионисием.
Изгнанные жители Наксоса были поселены в 358 году до н. э. в Тавромении (ныне Таормина). Павсаний, древнегреческий автор конца II века н. э., в «Описании Эллады» отмечает, что от Наксоса «до нашего времени не осталось даже развалин, а что его имя дошло до позднейших веков, этим он обязан больше всего [победителю четырёх Олимпийских игр, кулачному бойцу] Тисандру, сыну Клеокрита».
В настоящее время на месте древнего города находится итальянский город Джардини-Наксос. Современный Наксос живёт туризмом, многочисленные отели привлекают любителей пляжного отдыха. Вокзал «Джардини-Таормина» и автострада связывают Джардини-Наксос с близлежащими населёнными пунктами в провинциях Мессина и Катания.